# 曾馥平
曾馥平，中华人民共和国政治人物、全国脱贫攻坚先进个人。

## 生平
曾馥平任广西壮族自治区河池市环江毛南族自治县委常委、副县长（挂职），中国科学院亚热带农业生态研究所研究员、环江喀斯特生态试验站副站长。因在脱贫攻坚战中作出突出贡献，2021年2月25日全国脱贫攻坚总结表彰大会上，曾馥平被授予“全国脱贫攻坚先进个人”。